# Pompier parachutiste
 (février 2022).
Le contenu est difficilement compréhensible vu les erreurs de traduction, qui sont peut-être dues à l'utilisation d'un logiciel de traduction automatique.

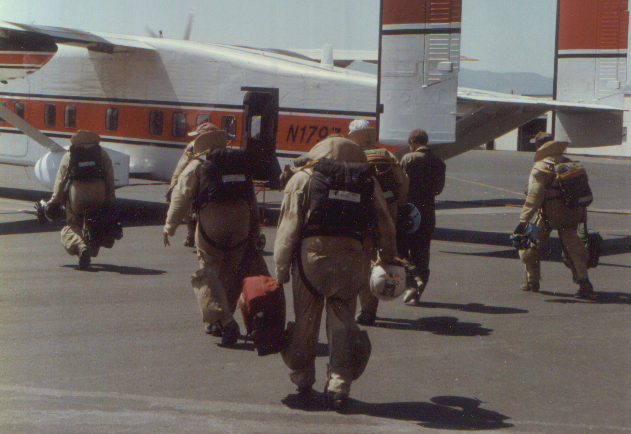
Des smokejumpers entièrement équipés embarquent dans un avion Short C-23 Sherpa à Missoula pour combattre un incendie dans la panhandle de l'Idaho en juillet 1994.

Les pompiers parachutistes (en anglais : Smokejumpers) sont des pompiers forestiers spécialement formés qui fournissent une réponse initiale aux attaques sur les feux de forêt éloignés. Ils sont insérés sur le site de l'incendie par parachutage.
En plus d'effectuer l'attaque initiale contre les incendies de forêt, ils peuvent fournir un leadership pour les attaques prolongées contre les incendies de forêt. Après avoir touché le sol, les smokejumpers sont approvisionnés en nourriture, eau et outils de lutte contre les incendies par parachute, ce qui les rend autonomes pendant 48 heures. Les Smokejumpers sont généralement en service du début du printemps à la fin de l'automne.

## Smokejumpers dans le monde
Les smokejumpers sont employés par la fédération de Russie, les États-Unis (le Service des forêts des États-Unis et le Bureau of Land Management ) et le Canada (en Colombie-Britannique) .

## Histoire

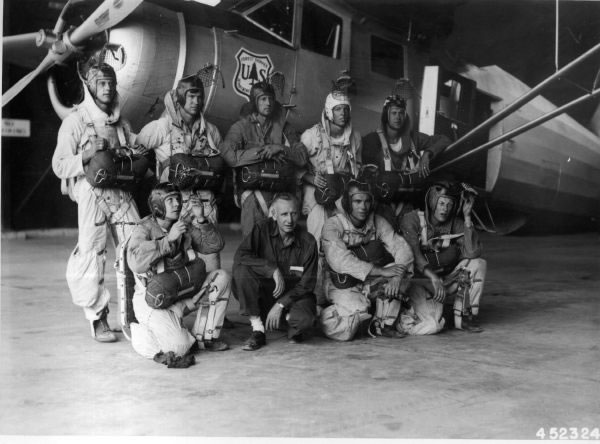
Smokejumpers du Service des forêts des États-Unis, basés à Deming (Nouveau-Mexique), 1948

Avant la mise en place complète du smokejumping, des expériences d'insertion de pompiers largués en parachute ont été menées en 1934 dans l'Utah et en Union soviétique. Auparavant, des expériences de lutte contre les incendies dans l'aviation avaient été menées avec la livraison aérienne d'équipements et de «bombes à eau». Bien que cette première expérience n'ait pas été poursuivie, une autre a commencé en 1939 dans la Methow Valley de Washington, où des parachutistes professionnels ont sauté au-dessus d'une variété de terrains boisés et montagneux, prouvant la faisabilité de l'idée.
Le Smokejumping a été proposé pour la première fois en 1934 dans la région Intermountain (région 4), par Regional Forester TV Pearson[Qui ?]. En 1939, le programme commença comme une expérience dans la région du Nord-Ouest du Pacifique (région 6). Le premier saut officiel sans feu fut effectué dans la forêt nationale de Nez Pearce dans la région du Nord (région 1) en 1940 par John Furgurson et Lester Gohler. Le programme McCall smokejumper fut créé en 1943; leur base était sur les rives de l'Idaho du lac Payette . La base était près de six forêts nationales: Nez Perce / Clearwater, Sawtooth, le Boise, Payette, Salmon-Chalis et Wallowa-Whitman. En 1947, le programme McCall forma 50 sauteurs et termina la construction de nouveaux bâtiments et installations de formation. En 1981, les premières femmes terminèrent avec succès le programme de formation du programme McCall.
En 1982, des opérations de saut permanent furent établies à Winthrop, Washington, et Ninemile Camp, un camp abandonné du Civilian Conservation Corps (Camp Menard) à un mile au nord du Ninemile Remount Depot du Forest Service (pack mule)[Quoi ?] à Huson, Montana, à environ 30 miles au nord-ouest. de Missoula. Les premiers sauts au feu (anglais : fire jump) furent effectués par Rufus Robinson et Earl Cooley à Rock Pillar près de Marten Creek dans la Nez Perce National Forest le 12 juillet 1940, à partir de Ninemile, suivis peu après par le fire jump de deux hommes hors de Winthrop[pas clair]. Au cours des années suivantes, l'opération Ninemile Camp déménagea à Missoula, où elle est devint la base Missoula Smokejumper. L'opération Winthrop resta à son emplacement d'origine, sous le nom de North Cascades Smokejumper Base. Le « berceau » du smokejumping continue de faire débat entre ces deux bases, depuis 70 ans.
Le premier camp d'entraînement de smokejumper eut lieu au Seeley Lake Ranger Station, à plus de 60 miles au nord-est de Missoula. Le camp déménage au Camp Menard en juillet 1943. Ici, lorsqu'ils ne combattaient pas les incendies, les hommes passaient beaucoup de temps à engranger du foin pour nourrir les centaines de mulets qui transportaient fournitures et matériel jusqu'aux postes de garde et aux lieux d'incendie. Pour faire face au feu, les hommes, organisés en escouades de huit à 15, étaient stationnés à six points stratégiques, également connus sous le nom de «spike camps»: Seeley Lake, Big Prairie et Ninemile au Montana; Moose Creek et McCall dans l'Idaho; et Redwood Ranger Station dans le sud-ouest de l'Oregon, au bord de Cave Junction . Les hommes travaillaient également dans d'autres spike camps, dont certains à Washington.

### Mann Gulch Fire
L'incendie qui a fait le plus grand nombre de morts dans les smokejumpers fut le Mann Gulch fire en 1949, qui se produisit au nord de Helena, dans le Montana, dans la région des Gates of the Mountains, le long du fleuve Missouri. Treize pompiers périrent lors du violent incendie, dont 12 smokejumpers . Cette catastrophe a directement conduit à l'établissement de normes de sécurité modernes utilisées par tous les pompiers forestiers. L'auteur Norman MacLean a décrit l'incident dans son livre Young Men and Fire (en) (1992).

## Fiche de sécurité
Malgré la nature apparemment dangereuse du travail, les décès dus aux sauts sont peu fréquents, les décès les plus connus aux États-Unis étant ceux survenus lors de l'incendie de Mann Gulch en 1949 et de le South Canyon Fire (en) en 1994.
Les blessures par sauts sont rares[réf. nécessaire], et le personnel de smokejumper prennent des précautions délibérées avant de décider de sauter sur un feu particulier. Plusieurs facteurs sont analysés, puis une décision est prise quant à savoir si sauter le feu est sûr. Les bases ont tendance à rechercher des personnes très motivées, en meilleure forme, capables de penser de manière indépendante et de réagir rapidement à des environnements changeants.[réf. nécessaire] De nombreux smokejumpers ont une expérience antérieure en tant que équipe de pompiers forestiers confirmés (en) (Hotshot crew), qui fournissent une base solide d'expérience de lutte contre les incendies de forêt et de conditionnement physique.

## Équipes desmokejumper

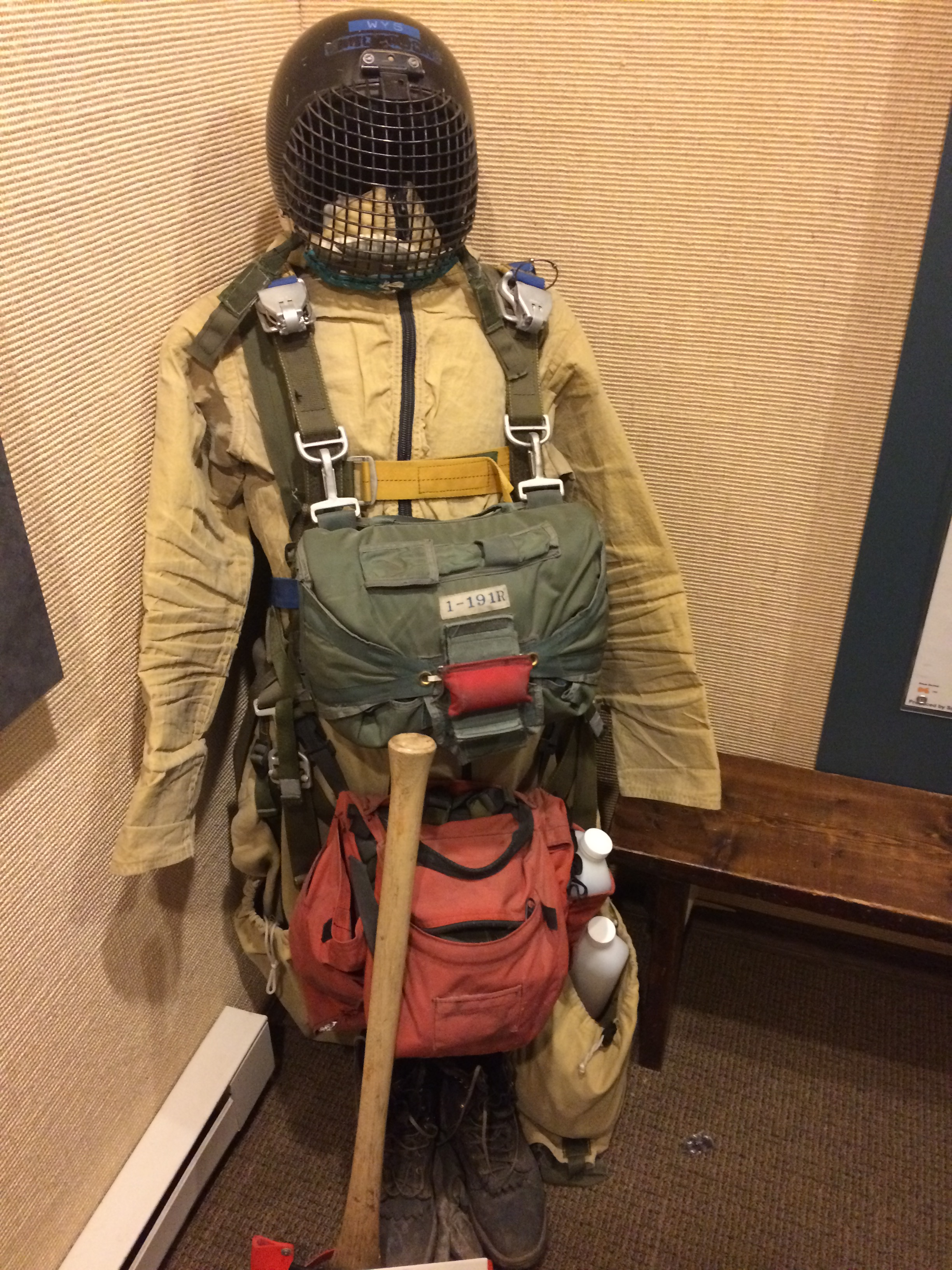
L'équipement Smokejumper sur l'affichage, West Yellowstone, Montana.

Aujourd'hui, neuf équipes de Smokejumpers opèrent aux États-Unis. Sept sont gérées par le Service des forêts des États-Unis (USFS) et deux par le Bureau of Land Management (BLM).
Gérées par le Service des forêts des États-Unis :
- Nord-ouest - les smokejumpers de Redmond (Oregon), de North Cascades à Winthrop (Washington) ;
- Californie du Nord - cinq smokejumpers à Redding ;
- Nord des Rocheuses - les smokejumpers de Missoula (Montana), de Grangeville (Idaho), de West Yellowstone (Montana) ;
- Great Basin - les Smokejumpers de McCall (Idaho).

Gérées par le Bureau of Land Management :
- Great Basin - les smokejumpers de Boise (Idaho) ;
- Alaska - les smokejumpers de l'Alaska à Fort Wainwright.

Le programme Parattack du British Columbia Wildfire Service exploite les seules équipes de smokejumper au Canada. Il y a deux équipes situés dans le nord-est de la province :
- The North Peace Smokejumpers à Fort Saint John, Colombie-Britannique ;
- Les Smokejumpers d'Omenica à Mackenzie, en Colombie-Britannique.

### Condition physique
Les normes minimales de condition physique requises pour les smokejumpers établies par le National Wildfire Coordinating Group sont les suivantes : porter 110 livres sur trois milles en 90 minutes ; courir 1,5 mile en 11 minutes ou moins ; 25 pompes en 60 secondes ; 45 redressements assis en 60 secondes ; et sept tractions à la barre fixe.

## Dans la culture populaire
- Le film de 1952 Red Skies of Montana s'inspire de l'incendie de Mann Gulch en 1949.
- Dans l'émission de télévision Entourage, Vincent Chase décroche un rôle principal dans un film d'action intitulé Smokejumpers .
- Le roman d'avril 2011 de l'auteur Nora Roberts, Chasing Fires se déroule parmi les « Zulies » de la base Missoula Smokejumper.
- La trilogie Smokejumper de l'auteur M. L. Buchman (en) dans sa série Firehawks suit une équipe de smokejumpers fictifs basés dans l'Oregon.
- Les Smokejumpers sont présentés dans le roman de 1985 Wildfire de Richard Martin Stern, le film de Steven Spielberg de 1989 Always, le film de 2002 fait pour la télévision SuperFire et le film de 1998 Firestorm, les deux derniers ayant été critiqués pour leurs inexactitudes brutale dans la représentation. la profession. Les Smokejumpers sont décrits dans le livre 2011 de Philip Connor Fire Season [5].
- Le film de 1996 Smoke Jumpers est vaguement basé sur la vie de Don Mackey. Mackey était un smokejumpers et l'une des 14 victimes de l'incendie de South Canyon en 1994. Dans le film, il poursuit des distinctions liées à son travail pendant que son mariage se désintègre.
- Dans le téléfilm Trial By Fire de 2008, Kristin Scott tente de rejoindre les smokejumpers après la mort de son père dans l'incendie d'une maison un jour avant sa retraite.
- Le film Disney Planes: Fire and Rescue comprend Regina King, Corri English, Bryan Callen, Danny Pardo et Matt L. Jones, qui jouent des smokejumpers basés à Piston Peak Air Attack Base.
- Les smokejumpers de l'Alaska ont été présentés dans le documentaire 2015 de Weather Channel Alaska: State of Emergency, animé par Dave Malkoff (en).
- Le personnage principal de Marlow Briggs and the Mask of Death, un jeu vidéo développé par ZootFly et Microsoft Studios, est un smokejumper.
- Le film de comédie familiale américaine de 2019 Chaud devant ! suit un groupe de smokejumper qui doivent veiller sur trois enfants séparés de leurs parents à la suite d'un accident. Le film met en vedette John Cena, Keegan-Michael Key, John Leguizamo, Brianna Hildebrand, Dennis Haysbert et Judy Greer.